# Ghazal
Ghazāl (arabisch غزال, DMG Ġazāl ‚Gazelle‘) wird trotz der zugrunde liegenden arabischen Maskulinform als weiblicher Vorname im Arabischen und Persischen benutzt.

## Bekannte Namensträger
- Ali Ghazal (* 1992), ägyptischer Fußballspieler
- Ghazaleh Alizadeh (1949–1996), iranische Dichterin und Schriftstellerin
- Ruba Ghazal (* 1977), kanadische Politikerin
- Salim Ghazal (1931–2011), libanesischer Bischof
- Majd Eddin Ghazal (* 1987), syrischer Hochspringer

## Pferd
Ghazal (1953–1972), von Nazeer, aus der Bukra, Schimmel, ein berühmter, asiler, ägyptischer Vollbluthengst, der die Araberzucht in Deutschland maßgeblich prägte. 1955 aus El Zahraa importiert, wurde Ghazal wegen seiner außergewöhnlichen Schönheit sehr bekannt. Carl-Heinz Dömken widmete ihm den Bildband Ghazal. Der Fürst der Pferde.